# Comuna Domnești, Ilfov
Domnești este o comună în județul Ilfov, Muntenia, România, formată din satele Domnești (reședința) și Țegheș.

## Așezare
Comuna se află în sud-vestul județului, la vest de București, pe malurile râurilor Ciorogârla și Sabar, și pe malul stâng al Argeșului. Este străbătută de șoseaua județeană DJ602, care duce spre est în București (zona Prelungirea Ghencea) și spre nord-est către Ciorogârla și mai departe în județul Giurgiu la Joița și Săbăreni, revenind apoi în Ilfov la Chitila (unde se intersectează cu DN7) și la Buftea (unde se termină în DN1A). La Domnești, acest drum se intersectează cu șoseaua județeană DJ401A, care duce spre nord-vest la Bolintin-Vale (județul Giurgiu) și spre sud-est la Clinceni, Bragadiru (unde se intersectează cu DN6), Măgurele, Jilava (unde se intersectează cu DN5) și Vidra. DJ602 se intersectează la limita dintre comună și municipiul București cu șoseaua de centură a Bucureștiului.
Prin comună trece calea ferată București-Videle, pe care este deservită de halta Domneștii de Sus.

## Demografie
Componența etnică a comunei Domnești
     Români (80,07%)
     Alte etnii (0,68%)
     Necunoscută (19,24%)
Componența confesională a comunei Domnești
     Ortodocși (76,02%)
     Alte religii (3,55%)
     Necunoscută (20,43%)
Conform recensământului efectuat în 2021, populația comunei Domnești se ridică la 12.861 de locuitori, în creștere față de recensământul anterior din 2011, când fuseseră înregistrați 8.682 de locuitori. Majoritatea locuitorilor sunt români (80,07%), iar pentru 19,24% nu se cunoaște apartenența etnică. Din punct de vedere confesional, majoritatea locuitorilor sunt ortodocși (76,02%), iar pentru 20,43% nu se cunoaște apartenența confesională.

## Politică și administrație
Comuna Domnești este administrată de un primar și un consiliu local compus din 17 consilieri. Primarul, Ioan-Adrian Ghiță[*], de la Coaliția Națională pentru România, este în funcție din 2016. Începând cu alegerile locale din 2024, consiliul local are următoarea componență pe partide politice:
|  | Partid                            | Consilieri | Componența Consiliului | Componența Consiliului | Componența Consiliului | Componența Consiliului | Componența Consiliului | Componența Consiliului | Componența Consiliului | Componența Consiliului | Componența Consiliului | Componența Consiliului | Componența Consiliului | Componența Consiliului | Componența Consiliului | Componența Consiliului | Componența Consiliului | Componența Consiliului | Componența Consiliului |
|  | --------------------------------- | ---------- | ---------------------- | ---------------------- | ---------------------- | ---------------------- | ---------------------- | ---------------------- | ---------------------- | ---------------------- | ---------------------- | ---------------------- | ---------------------- | ---------------------- | ---------------------- | ---------------------- | ---------------------- | ---------------------- | ---------------------- |
|  | Coaliția Națională pentru România | 17         |                        |                        |                        |                        |                        |                        |                        |                        |                        |                        |                        |                        |                        |                        |                        |                        |                        |

## Istorie
La sfârșitul secolului al XIX-lea, comuna purta numele de Domneștii de Sus, era reședința plășii Sabarul a județului Ilfov și era formată din satele Domneștii de Sus și Țegheș, totalizând 1412 locuitori și 296 de case. Comuna avea o școală mixtă, o moară de apă, două mașini de treierat cu aburi și o biserică ortodoxă (la Domneștii de Sus).
Pe teritoriul actual al comunei mai era organizată și comuna Domnești-Călțuna, formată din satele Domnești-Călțuna, Ciutați, Domneștii de Jos, Domnești-Sârbi și Olteni, totalizând 1805 locuitori ce trăiau în 365 de case și 3 bordeie. În comună funcționau o mașină de treierat, o școală mixtă și două biserici (la Domneștii de Jos și Domnești-Călțuna). În 1925, această comună era desființată și unită cu comuna Domneștii de Sus, într-o singură comună, denumită Domnești, care era reședința plășii Domnești, avea 6010 locuitori și era formată din satele reunite ale celor două comune.
În 1950, comuna a fost inclusă în raionul V.I. Lenin din orașul republican București, din care a făcut parte până în 1968. Treptat, satele Domnești-Sârbi, Domnești-Călțuna, Domnești-Sârbi și Olteni au fost comasate în satele Domneștii de Sus și Domneștii de Jos. Ultima astfel de etapă a dus în 1968 la comasarea satelor Cațichea (fost în comuna Ciorogârla), Ciutaci, Domneștii de Jos și Domneștii de Sus în satul Domnești; cu această ocazie, comuna, formată acum doar din satele Domnești și Țegheș (satul Olteni a trecut la comuna Clinceni), a fost inclusă în județul Ilfov, reînființat și cu teritoriul lărgit. În 1981, în urma unei reorganizări administrative regionale, comuna a trecut la județul Giurgiu, din care a făcut parte până în 1985, când a fost transferată Sectorului Agricol Ilfov din subordinea municipiului București, sector devenit în 1998 județul Ilfov.

## Monumente istorice
În comuna Domnești se află situl arheologic de la Domnești, aflat pe malul stâng al Sabarului, între drumul spre Țegheș și cel spre București, clasificat ca sit arheologic de interes național. El cuprinde așezări din Epoca Bronzului, secolele al III-lea–al IV-lea e.n., secolele al IX-lea–al XI-lea și secolele al XVI-lea–al XIX-lea.
Șase alte obiective din comuna Domnești sunt incluse în lista monumentelor istorice din județul Ilfov ca monumente de interes local. Patru dintre ele sunt situri arheologice. Două se află tot la Domnești, pe malul stâng al Sabarului, ambele în zona fostului sat Cațichea: unul la vest de biserică, având o așezare neolitică, una din secolele al III-lea–al IV-lea e.n. și una din secolele al XVI-lea–al XVIII-lea; iar celălalt având o așezare din neolitic și una din secolele al XV-lea–al XVI-lea. Celelalte situri se află la Țegheș, pe malul stâng al Argeșului, unul în sud-vest, cuprinzând o așezare din Epoca Bronzului și una medievală, iar celălalt în nord-vest, cuprinzând o așezare din secolul al III-lea e.n. și una medievală.
Celelalte două monumente istorice sunt clasificate ca monumente de arhitectură, ambele în satul Domnești — ansamblul curții boierești Ciorogârleanu-Ipsilanti, datând din secolele al XVII-lea–al XIX-lea, cu fosta curte boierească și biserica „Cuvioasa Paraschiva”; și biserica „Izvorul Tămăduirii”, ridicată în 1817.

## Personalități născute aici
- Constantin Mușat (1890 - 1917), militar, erou în Primul Război Mondial;
- Ion Zlotea (1898 - 1978), lăutar;
- Gianu Bucurescu (1934 - 2016), general de Securitate;
- Cătălin Cîrjan (n. 2002), fotbalist.